# Delia annularis
Delia annularis är en tvåvingeart som beskrevs av Tiensuu 1946. Delia annularis ingår i släktet Delia och familjen blomsterflugor. Inga underarter finns listade i Catalogue of Life.